# Kleszczewo
Kleszczewo (deutsch Wilhelmshorst, 1943–1945 Wilhelmshorst (Kr. Schroda)) ist ein Dorf und Sitz der gleichnamigen Landgemeinde im Powiat Poznański der Woiwodschaft Großpolen in Polen.

## Gemeinde
Zur Landgemeinde Kleszczewo gehören 12 Ortsteile (deutsche Namen bis 1945) mit einem Schulzenamt.
| Bylin (Bienau) Gowarzewo (Ebenhausen, 1943–1945 Ebenhausen (Kr. Schroda)) Kleszczewo (Wilhelmshorst, 1943–1945 Wilhelmshorst (Kr. Schroda)) Komorniki Krerowo (Kresowo, 1943–1945 Kellendorf) Krzyżowniki (Kreuzfeld) | Markowice (Markenfelde) Nagradowice (Nagradowitz) Poklatki (Buchenhagen) Śródka (Schrodka, 1906–1945 Johannesburg) Tulce (Tulce, 1943–1945 Brenkhausen (Kr. Schroda)) Zimin (Zimowo, 1939–1945 Wintersdorf) |

Weitere Ortschaften der Gemeinde sind Szewce, Tanibórz, Bugaj und Lipowice.